# Merab Scharikadse
Merab Scharikadse (georgisch მერაბ შარიქაძე; geboren am 17. Mai 1993 in Moskau, Russland) ist ein georgischer Rugby-Union-Spieler, der derzeit für Stade Aurillacois Cantal Auvergne in der Pro D2 spielt.

## Karriere
Merab Scharikadse begann seine Rugbykarriere in Tiflis beim Verein 'Academia'. Im Alter von nur 16 Jahren wurde er in die georgische U18-Nationalmannschaft berufen. Dank einer Partnerschaft zwischen der GRU und dem Hartpury College ging Scharikadse 2011 nach England, um für den Hartpury College R.F.C. zu lernen und zu spielen. Dank seiner starken Leistungen wurde er in die U19 von Gloucester berufen. Im selben Jahr wurde er zum Kapitän der georgischen U19-Auswahl ernannt. Am 21. Februar 2012 gab er im Alter von nur 18 Jahren sein Länderspieldebüt gegen Spanien und war damit der siebtjüngste Spieler, der je für Georgien auflief.

## Berufliche Laufbahn
Im September 2013 schloss sich Scharikadse dem französischen Verein Union Sportive Bressane an, der gerade in die Pro D2, die zweite französische Liga, aufgestiegen war. Die Mannschaft beendete die Saison auf dem letzten Tabellenplatz und stieg ab. Im Sommer 2014 wechselte Scharikadse zu einem anderen Pro-D2-Verein, Stade Aurillacois Cantal Auvergne, und schloss sich diesem an. Auf internationaler Ebene bestritt der Innenverteidiger im November 2014 gegen Irland an der Lansdowne Road sein erstes Spiel gegen eine Tier1-Nation. Er zeigte seine defensiven Fähigkeiten und machte 22 Tackles während des Spiels.